# Milionia zonea
Milionia zonea là một loài bướm đêm trong họ Geometridae.